# Gloria Siderum
Die Gloria Siderum war ein Schwergutschiff, welches 1969 in den Niederlanden aus zwei vorhandenen Küstenmotorschiffen gebaut wurde.

## Geschichte und Einzelheiten
Gebaut wurde die Gloria Siderum bei der Werft De Groot & van Vliet in Slikkerveer für die Reederei C. Holscher’s Kustvaartbedrijf in Rotterdam. Der Um- beziehungsweise Zusammenbau entstand aus den beiden 1956 und 1957 ebenfalls bei Groot & van Vliet gebauten und etwa gleich großen Küstenmotorschiffen Hermes (IMO-Nr. 514914) und Hada II (IMO-Nr. 513945) mit Tragfähigkeiten von 850 und 913 Tonnen. Die beiden jeweils 8,9 Meter breiten Kümos wurden mit einem 2,7 m breiten Verbindungsstück zu einem Schwergutkatamaran verschweißt. Die Gesamtlänge betrug nach dem Umbau 56,5 Meter, die Gesamtbreite 20,56 Meter. An Deck wurde ein 300-Tonnen-Schwergutkran aufgebaut. Die Tragfähigkeit des Katamarans lag bei 1900 Tonnen. Das Schiff wurde zudem mit einer Hebeeinrichtung für Schwergutstücke mit einer Hebeleistung von 300 Tonnen ausgestattet. Die Antriebsanlagen blieben unverändert, angetrieben wurde das Schiff durch zwei 440-kW-Dieselmotoren.
Nach dem Zusammenbruch der Reederei Holscher am 12. Oktober 1983 erwarb Atlantic Offshore Service & Shipping Co. aus Willemstad das Schiff und setzte es für die Multi Services Shipping Company aus Panama als Multi Service 300 für Aufgaben in der Offshore-Industrie ein. Zehn Jahre darauf wurde die Multi Service 300 in Amsterdam verschrottet.